# Paul Lange (Musiker)
Paul Lange (* 12. Oktober 1857 in Kartzow bei Potsdam; † 2. Dezember 1919 in Üsküdar) war Pionier des klassischen Musiklebens in Istanbul in den Jahren 1880 bis 1910 und ab 1908 Hofkapellmeister der letzten osmanischen Sultane Abdul Hamid II., Mehmed V. und Mehmed VI.

## Leben
Lange entstammte einer alten preußischen Lehrerfamilie. Der Familientradition folgend, absolvierte er ein Lehramtsstudium am Lehrerseminar in Neuruppin, das er 1879 mit Auszeichnung abschloss. Aufgrund seines intensiven musikalischen Interesses schloss er eine Ausbildung am Akademischen Institut für Kirchenmusik in Berlin zum Organisten an.
Im Jahre 1880 trat Lange eine Stelle als Gesanglehrer an der Deutschen Schule und Organist an der Kapelle der Kaiserlich Deutschen Botschaft in Konstantinopel an. Er begann bald, auch weitere Chöre an zahlreichen höheren Schulen der Stadt, sowie griechische, armenische und den beiden US-amerikanischen Colleges, aufzubauen. Lange gründete  ein Symphonieorchester, mit dem er unter anderem Werke von Beethoven und Wagner in Konstantinopel aufführte. Lange unterrichtete zahlreiche Kinder und Jugendliche aus „besseren Kreisen“ Konstantinopels am Klavier und gründete in den 1890er Jahren sogar ein privates Konservatorium, das allerdings nach zwei Jahren Bankrott machte.
Durch Fürsprache von Kaiser Wilhelm II. wurde Lange ab 1898 zunächst im Range eines türkischen Oberstleutnants zum Inspekteur der Kaiserlichen Marinemusik ernannt, später erhielt er die Leitung weiterer Militärmusikensemble und 1908 wurde er schließlich Hofkapellmeister von Sultan Abdul Hamid II. Obwohl die Jungtürken ihn 1909 absetzen wollten, behielt er auch unter den folgenden Sultanen Mehmet V. und VI. seine Position.
Lange durfte auch nach der Kapitulation im November 1918 und der Deportation der meisten Deutschen in Istanbul bleiben, wo er ein Haus in Kuzguncuk (Üsküdar, damals Skutari) auf der asiatischen Seite des Bosporus bewohnte, zusammen mit seiner Frau und seiner jüngsten Tochter Isolde. Allerdings verstarb er im Dezember 1919. Obwohl er mit großem Pomp und allen Ehrenbezeugungen des osmanischen Hofes mit einer Art Staatsbegräbnis auf dem protestantischen Friedhof in Ferikoy beigesetzt wurde, erhielten seine Witwe und seine jüngste Tochter im Mai 1920 den Ausweisungsbefehl.
Ein Sohn Hans war später in den USA Assistent von Arturo Toscanini und selbst ein bekannter Dirigent. Paul Lange war persönlich mit dem ebenfalls in den 1890er Jahren an US-amerikanischen Colleges tätigen deutschen Philologen Friedrich Schrader befreundet.